# 130. poljska artilerijska brigada (ZDA)
130. poljska artilerijska brigada (izvirno angleško 130th Field Artillery Brigade) je bila poljska artilerijska brigada Kopenske vojske Združenih držav Amerike.